# Riccardo Romano
Riccardo Romano (Cava de' Tirreni, 3 aprile 1922 – Agropoli, 12 febbraio 2003) è stato un politico italiano, comunista.

## Biografia
Nato da una famiglia di artigiani decoratori, per continuare gli studi superiori entrò nel Seminario della diocesi Cava-Sarno. Conseguita la licenza liceale classica si iscrisse alla Facoltà di Lettere dell'Università di Napoli lasciando così il Seminario.
Iniziò la sua attività politica dopo l'8 settembre del 1943 partecipando, a Cava de' Tirreni, prima alla fondazione del Gruppo Universitario Comunista e poi all'apertura della sezione Antonio Gramsci del Partito Comunista Italiano.
Partecipò attivamente al Referendum istituzionale del 1946 schierandosi per la Repubblica.
Nel 1946 ricopri la carica di segretario della Camera del Lavoro di Cava e lottò contro il lavoro nero in provincia di Salerno. Organizzò la lotta degli operai cavesi della Manifattura Tabacchi e degli Edili per l'ottenimento di migliori condizioni di vita.
In particolare riuscì a creare intorno a sé un gruppo di lavoratori edili ben politicizzato. Sarà tale gruppo di lavoratori la sua forza elettorale che, nel 1947, lo porterà ad entrare per la prima volta nel Consiglio comunale della città di Cava de' Tirreni.
Fu Consigliere Comunale cavese del Partito Comunista Italiano ininterrottamente dal 1947 al 1985.
Fu consigliere Provinciale di Salerno dal 1956 al 1965 per la coalizione PCI-PSI.
Nel 1963 fu candidato per la prima volta al Senato per la coalizione PCI-PSIUP. Oltre al voto dei comunisti, Riccardo Romano ottenne anche quello di una parte dell'elettorato cavese tradizionalmente legato ad altri partiti. Pertanto il 28 aprile fu eletto Senatore della Repubblica per la IV legislatura. Fu poi rieletto ancora una volta Senatore nelle elezioni del 1968.

Assemblea del PCI di Cava de' Tirreni, tenuta dal Senatore Riccardo Romano nel 1970 circa.

Nelle elezioni politiche del 3 giugno 1979 fu candidato nelle liste del PCI per la Camera dei deputati e risultò in graduatoria il primo dei non eletti. Nel corso della legislatura, a seguito della morte dell'Onorevole Domenico Napoletano, il seggio di deputato della Circoscrizione rimase vacante. Pertanto, Il 20 maggio 1981, Romano fu chiamato ad assumere la carica di Deputato e, dal 15 luglio 1981 all'11 luglio 1983 fu componente della VIII Commissione (istruzione e belle arti).
Una volta terminata l'esperienza parlamentare, fu presidente dell'Associazione per gli scambi culturali Italia-Germania Est.
Riccardo Romano, all'interno del Partito non fu mai omologato e non ricoprì mai incarichi di rilievo. Convinto togliattiano, aprì il PCI cavese agli intellettuali ed agli esponenti della società civile. Fu poi un attento osservatore del movimento sessantottino; fu tra i primi a capire che il partito comunista andava rinnovato e così accolse tra le proprie file molti giovani che avevano maturato una prima esperienza politica nei vari movimenti della Sinistra extraparlamentare.
Nel 1985 si ritirò dalla vita politica attiva ed andò ad abitare ad Agropoli, paese nativo della moglie.
Nel 1991, dopo la caduta del Muro di Berlino, non accettò mai le conclusioni del XX congresso del PCI che sancì lo scioglimento del partito. Non volle confluire nel nuovo Partito Democratico della Sinistra né chiese la tessera di Rifondazione Comunista. Rimase convinto della validità della filosofia marxista rimanendo fedele agli ideali del vecchio PCI.
Dopo una lunga malattia, Riccardo Romano si spense ad Agropoli il 12 febbraio 2003.